# 예금기관 규제 완화 및 통화 통제법
1980년 예금기관 규제 완화 및 통화 통제법(영어: Depository Institutions Deregulation and Monetary Control Act of 1980, H.R. 4986, Pub.L. 96–221, 종종 DIDMCA 또는 MCA로 축약됨)은 1980년에 통과되어 지미 카터 대통령이 3월 31일에 서명한 미국 연방 금융 법규이다.

## 목적
DIDMCA는 연방준비제도가 비회원 은행에 대해 더 큰 통제권을 갖게 했다.
- 모든 은행이 연방준비제도의 규칙을 따르도록 강제했다.
- 국립 은행의 합병 규칙을 완화했다.
- 글래스-스티갈 법에 따라 연방준비제도 이사회(Federal Reserve Board of Governors)가 규제 Q를 사용하여 요구불 예금 계좌를 제외한 모든 예금 계좌에 대한 최대 이자율을 설정할 권한을 제거했다 (6년 동안 단계적 폐지).[2]
- 인출지시계좌를 전국적으로 제공할 수 있도록 허용했다.[2]
- 미국 은행 및 신용협동조합의 예금보험을 40,000달러에서 100,000달러로 인상했다.
- 신용협동조합과 저축대부조합이 수표 예금을 제공할 수 있도록 허용했다.
- 기관이 선택한 대출 이자율을 청구할 수 있도록 허용했다.[3][4]

## 이유와 배경
이 법은 1970년대의 경제적 변동성과 금융 혁신에 대한 부분적인 대응으로, 고도로 규제되던 저축대부산업을 점점 더 압박했으며, 의도하지 않은 결과를 초래하여 해당 금융 부문의 붕괴와 그에 따른 구제금융으로 이어졌다고 볼 수 있다. 저축대부조합(S&L)은 예금자에게 더 높은 이자율을 지불할 수 있게 되었지만, 이 기관들은 훨씬 낮은 수익률을 제공하는 대출 포트폴리오를 계속 보유하고 있었다. 1981년까지 저축대부조합의 85%가 손실을 입었고, 의회는 가른-세인트 저메인 예금기관법으로 대응했다.
이 법안의 통과는 경제 규제에 대한 민주당의 입장에 중요한 변화로 여겨진다. 민주당은 역사적으로 뉴딜 시대의 금융 규제를 옹호했지만, 이제는 금융 규제 완화를 선호하게 되었기 때문이다. 2022년 연구에 따르면, 이러한 변화는 1970년대 의회 개혁의 결과로 발생했는데, 이는 민주당 내의 지방적이고 남부의 포퓰리즘적 이해관계를 약화시켰다. 이러한 지방적이고 포퓰리즘적 이해관계는 분산된 은행 시스템을 선호했다. 민주당은 이후 예금자와 소비자에게 이롭다고 인식되는 규제 완화 개혁을 추진했다.

## 영향 및 비판
DIDMCA의 초기 인기에도 불구하고, 로드아일랜드주 및 미네소타주와 같은 주들의 입법 활동은 이 법의 조항, 특히 국립 은행이 이자율을 수출할 수 있도록 하는 조항에 이의를 제기했다. 이 주들은 이 연방 조항에서 벗어나 이자율 규제에 대한 더 많은 지역 통제권을 행사하기 위한 법안을 고려하고 있다.
DIDMCA와 유사한 정책을 폐지하려는 입법 활동은 J. 하워드 빌스 3세(J Howard Beales III)와 앤드루 스티버스(Andrew Stivers)의 연구에 자세히 설명된 콜로라도주의 경험을 통해 비판받았다. 그들은 콜로라도주가 연방 은행법 평등에서 벗어나기로 한 결정이 특히 낮은 신용점수나 불충분한 신용정보를 가진 소비자들에게 신용 접근성을 감소시켰다고 주장한다. 그들의 분석은 경쟁에 대한 그러한 입법적 제한이 신용 접근이 가장 필요한 시민들에게 부정적인 영향을 악화시킬 수 있음을 시사하며, DIDMCA 목표를 훼손하는 광범위한 함의를 강조한다.

## 더 읽어보기
- Allen, Larry (2009). 《The Encyclopedia of Money》 2판. 샌타바버라, CA: ABC-CLIO. 111–113쪽. ISBN 978-1598842517.